# Nagari Nan Tujuah
Nagari Nan Tujuah is een bestuurslaag in het regentschap Agam van de provincie West-Sumatra, Indonesië. Nagari Nan Tujuah telt 4904 inwoners (volkstelling 2010).